# 米倉功
米倉 功（よねくら いさお、1922年5月25日 - 2015年12月6日）は、日本の実業家。伊藤忠商事の社長・会長、経済団体連合会副会長を務めた。従三位、勲一等瑞宝章、藍綬褒章、トルコ共和国功労勲章受章。

## 来歴
愛知県出身。愛知一中（のちの愛知県立旭丘高等学校）、東京商科大学予科を経て、東京商科大学（現、一橋大学）卒業。中学から大学予科まで相撲部で、大学予科では相撲部キャプテンを務めた。大学では体育会バレーボール部に所属。部の後輩に荒川和夫（のちサッポロビール社長）などがいる。
1947年10月大建産業（のちの伊藤忠商事）入社。配属された東京支店繊維部では直属の課長が戸崎誠喜（のち社長）であり、戸崎から外国人ビジネスマンとの交渉術を学んだ。ロンドン支店、業務部、業務本部を経て、1975年3月取締役、1977年常務。取締役～常務取締役時代は、自動車本部長、機械本部長、業務本部長を歴任。1971年には、瀬島龍三専務（のち会長）の指名によって、米国ゼネラルモーターズといすゞ自動車との資本提携プロジェクトの担当部長に起用され、GMとの提携交渉を手掛けた。
1981年6月専務、1982年6月副社長。1983年から1990年まで伊藤忠商事社長、1990年から1996年まで同会長。伊藤忠の売上高で商社業界1位を達成。
1992年から1996年まで経済団体連合会副会長。第一勧業銀行監査役、日本ハンドボール協会会長、日本・トルコ協会会長等も務めた。
1986年藍綬褒章受章。1999年勲一等瑞宝章受章、同年トルコ共和国功労勲章(Liyakat Nişanı)受章。叙従三位。

## 略歴
- 1922年 愛知県生まれ
- 1947年 東京商科大学卒、大建産業入社
- 1949年 伊藤忠商事入社、東京支店繊維部[4]
- 1954年 - 1960年 ロンドン支店[4]
- 1975年 - 1977年 取締役
- 1977年 - 1981年 常務取締役
- 1981年 - 1982年 専務取締役
- 1982年 - 1983年 代表取締役副社長
- 1983年 - 1990年 代表取締役社長
- 1990年 - 1996年 代表取締役会長
- 1992年 - 1996年 経済団体連合会副会長
- 2015年 死去。93歳没。